# Comuna Støvring
Støvring (Støvring Kommune) a fost o comună din comitatul Nordjyllands Amt, Danemarca, care a existat între anii 1970-2006. Comuna avea o suprafață totală de 219,57 km² și o populație de 13.057 de locuitori (în 2005), iar din 2007 teritoriul său face parte din comuna Rebild.
1. ↑   https://digdag.dk/service/digdag.php?Hvad=Enhed&di=120992, accesat în 12 martie 2025 Lipsește sau este vid: |title= (ajutor)
2. ↑  Danske borgmestre 1970-2018 (PDF)